# Григорьев, Евгений Геннадьевич
Евгений Геннадьевич Григорьев (род. 14 октября 1966, Курган, более известный под псевдонимом Жека) — российский автор-исполнитель, композитор, музыкант и поэт. Обладатель премий «Звёзды „Дорожного радио“», «Шансон года» и «Достойная песня», а также премии «Питер FM».

## Биография и творчество
Евгений Геннадьевич Григорьев родился 14 октября 1966 года в городе Кургане Курганской области РСФСР. Родители будущего музыканта работали инженерами на одном из предприятий военно-промышленного комплекса Кургана. В детстве с братом занимались плаванием, получил спортивный разряд.
Творческий путь Евгений начал в детской музыкальной школе родного города, где учился играть на домре. Был исключён из музыкальной школы за прогулы уроков сольфеджио. Будучи подростком, сменил домру на ударные, собрав из друзей-одноклассников школьную рок-группу, самостоятельно освоив игру на гитаре.
По окончании средней школы Евгений поступил в Омский университет, но, не закончив его, отправился служить в вооружённые силы СССР. По окончании военной службы, вернувшись в Курган, создал любительскую рок-группу «Майор Сергеев».
В начале 1990-х годов пробовал силы в бизнесе, в это время творчество полностью ушло на второй план. Был одним из владельцев бара-ресторана.
В 1995 году Евгений сочинил песню «Рюмка водки на столе», которую в 1999 году взял в репертуар Григорий Лепс.
Открыл собственную музыкальную студию. Однако экономический кризис 1998 года не обошёл стороной и Евгения Григорьева, бизнес пришёл в упадок. Студия звукозаписи в 1999 году стала частью ГТРК «Курган».
В феврале 2001 года переехал из Кургана в Москву, решив профессионально заняться музыкальной карьерой, где через несколько месяцев записал дебютный альбом «Сосны — кедры».
20 декабря 2001 года в составе сборного концерта памяти Сергея Наговицына в ДК «Меридиан» Евгений Григорьев впервые вышел на столичную сцену. На выступление Жеки обратила внимание ведущая радио «Шансон» Ксения Стриж, которая пригласила его принять участие в своей авторской программе на «Радио Шансон».
Песни Жеки начинают звучать на радио, и в январе 2003 года как автор альбома «Сосны — кедры» он получает диплом радио «Петроград — русский шансон». Его песня «Я, как осенний лист» была признана лучшей и получила награду в БКЗ «Октябрьский» Санкт-Петербурга. Евгений также становится дипломантом «Взрослого радио Шансон» (Киев) и фестиваля «Песни кино» в рамках «Кинотавра» в Сочи.
Вскоре после альбома «Сосны — Кедры» появляется пластинка «Крапива», а в декабре 2003 года — очередной альбом, «Фуфаечка». Летом 2004 музыкант заканчивает четвёртый диск — «Синеглазые озёра». В том же 2004 году, он продюсирует альбом «Такси большого города». Песни, написанные Евгением Григорьевым, исполнили: Александр Дюмин, Татьяна Тишинская, Михаил Шелег, Сергей Любавин и Анатолий Днепров.
В 2005—2006 годах был участником группы Юрия Алмазова «4 Масти».
С 2010 года Евгений со своим музыкальным коллективом активно гастролирует по городам России, ближнего и дальнего зарубежья. Проходят гастрольные туры: «Когда не нужно лишних слов» (весна — осень 2010 года), «Сердцебиение» (весна-осень 2011 года), «Между небом и землёй» (весна 2012 года), «Вдыхая друг друга» (осень 2012 года — весна 2013 года), «Удивительная жизнь» (2015 год), «Пока не кончится любовь» (2016 год), сольные концерты в Государственном театре эстрады (Москва) , БКЗ «Октябрьском» (Санкт-Петербург).
Летом 2013 года был издан сборник «В тоннеле Третьего кольца», в который вошли как ранее издававшиеся, так и новые песни («В тоннеле Третьего кольца» и «Пушинка»).
В декабре 2014 года у Евгения Григорьева вышел 9-й альбом «Удивительная жизнь», в который вошли песни «Удивительная жизнь», «Завяжу я курить», «Мам, я не вру», «С этой осенью вдвоём», «Пить с ней вино» и другие.
1 декабря 2015 года компания UMG выпускает сборник Евгения Григорьева «Пока не кончится любовь», в который, кроме одноимённой новой песни, вошли самые популярные композиции автора: «Кукушка», «Я, как осенний лист», «ПМЖ», «Между небом и землёй», «Рюмка водки на столе», «Пить с ней вино», «Дорога в никуда», «Когда не нужно лишних слов» и др.
3 декабря 2015 года Евгений презентует в ЦКИ «Меридиан» (Москва) концертную программу «Пока не кончится любовь».
В апреле 2016 года Евгений Григорьев записывает песню «Цвет Шафрана» (стихи М. Гуцериев, музыка А. Лунёв, Е. Григорьев). Песня попадает в ротацию московских и российских радиостанций.
14 октября 2016 года в ЦКИ «Меридиан» (Москва) и 15 января 2017 года в БКЗ «Октябрьский» (Санкт-Петербург) проходят концерты, посвящённые 50-летнему юбилею артиста, а затем большой «Юбилейный» гастрольный тур по городам России и Беларуси.
12 января 2017 года компания UMG выпускает долгоиграющую виниловую пластинку (LP) Жеки «Best Ballads» в которую вошли лучшие лирические произведения автора: «Просто», «Рюмка водки на столе», «Я, как осенний лист», «Играет Дассен», «Мам, я не вру» и др.
14 февраля 2017 года компания UMG выпускает 10-й альбом артиста «1000 Дорог», в который кроме одноимённой песни вошли композиции: «Цвет шафрана», «Венеция», «Прилетай», «Мама простит», «Титаник», «Петарды», «Белые пчёлы» и др.
2018 год проходит в гастрольном туре «1000 Дорог» в поддержку одноимённого альбома. Тур стартовал в конце 2017 года и охватил более 80 городов России и стран ближнего зарубежья. В Риме был снят клип на песню «Белые пчёлы» (реж. М. Кукушкин). Вышла песня «Только так» на стихи М. Гуцериева; на неё был снят видеоклип в стиле «вестерн» с участием актёров и каскадёров киностудии «Мосфильм» (реж. Р. Романов); был выпущен одноимённый сборник лучших песен. Концертная премьера песни состоялась 14 октября в ЦКИ «Меридиан». За «Только Так» Евгений получает премию «Шансон Года — 2018». Также в эфир радио «Шансон» попадает дуэт с Ярославом Сумишевским «Исповедь». А осенью выходит авторский сингл Евгения «Чартер на любовь».
2019 год начинается со съёмок клипа «Чартер на любовь» в Барселоне (Испания) и выхода одноимённого CD-сборника. Помимо лучших песен, в него входит версия песни Сергея Наговицына «Городские встречи» (дуэт с Инной Наговицыной к 50-летию Сергея). Обновляется гастрольный состав группы. Ведётся работа над новым песенным материалом. 21 апреля в московском ЦКИ «Меридиан» состоялся концерт «Сосны-кедры», в котором прозвучали песни из первых альбомов Евгения. Дуэтная песня «Городские встречи» (музыка и слова С. Наговицын) в исполнении Евгения Григорьева и Инны Наговицыной звучит в концертах «Зимняя сказка для взрослых» (ГКД 21.12.18), «Звёзды Шансон ТВ на Славянском Базаре» (Витебск 16.07.19), «Эх, Разгуляй!» (ДС «Мегаспорт» 01.12.19). Также «Городские встречи» попадают на вершину хит-парада «Шансон Года» (Радио «Шансон»).
2020—2021 года проходят в гастрольном туре «Чартер на любовь», который дважды приостанавливается в связи с всеобщими ограничениями на проведение концертов и массовых мероприятий, связанных с COVID-19. Концерты в городах России переносятся на 2022 год. В этот период времени Евгений Григорьев работает в студии над записью новых песен, снимает видео и клипы для своего YouTube-канала. Записаны дуэтные песни: «Чужие» (муз. и сл. В. Требуховский) с Консуэллой, «Мужчины никогда не плачут» (муз. Е. Григорьев, сл. И. Рахманина) с Ярославом Сумишевским и «Мы нашли, что искали» (муз. И. Брылин, сл. В. Ильичёв) с Тамарой Кутидзе.
Песня «Рубаха парень» попадает в эфир радио Шансон и добирается до первого места хит-парада «Шансона Года».
20 сентября 2021 года компания UMG выпускает новый сборник артиста «Драгоценные люди», в который кроме одноимённой песни вошли композиции: «Рубаха парень», «Птица», «Нина», «Наперегонки», «Мужчины никогда не плачут», «Бог создал женщину», «Турникет» и др.
14 октября 2021 года в VEGAS CITY HALL (г. Москва) проходит большой юбилейный концерт Евгения, посвящённый 55-летию артиста. В концерте в качестве приглашённых гостей участвуют: Ярослав Сумишевский, Алексей Петрухин, Тамара Кутидзе, Виктор Дорин, Артур Руденко.
7 августа 2025 года вышел 11-й студийный альбом Жеки «За всё тебя благодарю!».

## Семья
- Родители:
  - Григорьев Геннадий Дмитриевич (22.12.1937 — 06.06.1992)
  - Григорьева (Семёнова) Надежда Леонтьевна (род. 20.03.1936)
  - Брат — Григорьев Алексей Геннадьевич (род. 13.04.1963)
  - Супруга в первом браке — Борисова Лариса Александровна (род. 1967)
  - Супруга во втором браке — Крапивина Елизавета Николаевна (1986 — 21.07.2023) покончила жизнь самоубийством в возрасте 37 лет.[6]
- дети:
  - Глеб (род. 1992)
  - Всеволод (род. 2008)
  - Мария (род. 2012)

## Творческий коллектив
- Евгений Григорьев — вокал
- Кирилл Савичев — барабаны
- Алексей Любчик — бас
- Дмитрий Ермаков (Джим) — гитара
- Денис Вискунов — гитара
- Виктор Соколов — клавиши, баян
- Екатерина Лазарева — бэк-вокал
- Татьяна Бочина — бэк-вокал
- Андрей Иванов — звукорежиссёр

Ушедшие из коллектива:
- Гелиана Михайлова — бас гитара (до февраля 2017)
- Анна Петрова — акустическая гитара, бас-гитара (до января 2019)
- Андрей Груздев — звукорежиссёр (до января 2019)
- Аида Газизулина — бэк-вокал (до июня 2020)
- Наталья Гольцова — бэк-вокал (до июня 2020)

## Дискография
Альбомы:
- Сосны-кедры (2003)
- Крапива (2003)
- Фуфаечка (2003)
- Синеглазые озёра (2004)
- Бедная душа (2005)
- −40 с ветерком (2006)
- Рюмка водки на столе (2006)
- Будем жить (2009)
- Вдыхая друг друга (2012)
- Удивительная жизнь (2014)
- 1000 дорог (2017)
- За всё тебя благодарю! (2025)

Сборники:
- Я, как осенний лист (Легенды жанра) (2004)
- Когда не нужно лишних слов (2010)
- Grand Collection (2011)
- В тоннеле Третьего кольца (2013)
- Пока не кончится любовь (2015)
- Только так (2018)
- Чартер на любовь (2019)
- Драгоценные люди (2021)

В составе группы «4 Масти»:
- Первый альбом (2005)

DVD:
- DVD Рюмка водки на столе (2006)
- DVD Live в СДК МАИ (Лучшее) (2010)
- DVD Live концерт в Меридиане (2015)

LP:
- Best Ballads (2017)

Саундтреки к фильмам и сериалам:
- «8 первых свиданий»
- «Монтана»
- «Зайцев +1»
- «Дальнобойщики-3»
- «Дневник доктора Зайцевой»
- «Честь»
- «Адаптация»1-й сезон

## Клипы
- «Когда не нужно лишних слов» (2010) (реж. С.Родионов)
- «Дорога в никуда» (2010) (реж. С.Родионов)
- «Вдыхая друг друга» (2012) (реж. С.Родионов)
- «П. М. Ж.» (2013) (реж. А.Алексеев)
- «Просто» (2013) (реж. А.Алексеев, Е.Григорьев)
- «Гудбай» (2013) (реж. мультипликатор В.Голубцев)
- «Пить с ней вино» (2013) (реж. А.Пузырёв)
- «Завяжу я курить» (2015) (реж. А.Пузырёв)
- «Венеция» (2016) (реж. Е.Григорьев)
- «Петарды (С Новым Годом!)» (2016) (реж. М.Кукушкин)
- «1000 Дорог» (2017) (реж. М.Кукушкин)
- «Белые Пчёлы» (2017) (реж. М.Кукушкин)
- «Только так» (2018) (реж. Р.Романов)
- «Чартер на любовь» (2019) (реж. М.Кукушкин)
- «Огнеопасная» (2019) (реж. М.Кукушкин)
- «Не Привыкай» (2019) (реж. М.Кукушкин)
- «Турникет» (2019) (реж. А.Шахматова)
- «Золотко» (2020) (реж. С.Орден)
- «Нина» (2020) (реж. А.Шахматова)
- «Айфон» (2020) (реж. Р.Шелуханов)
- «Бог создал женщину» (2020) (реж. А.Шахматова)
- «Остывший чай» (2020) (реж. Е.Григорьев)
- «Чужие»(дуэт с Консуэллой (2021) (реж. Ю.Волев)
- «Рубаха-парень» (2021) (реж. Е.Григорьев)
- «Мужчины никогда не плачут» (дуэт с Я.Сумишевским) (2021) (реж. Е.Григорьев)
- «Синева» (2021) (реж. Р.Шелуханов)
- «Стой» (2021) (реж. Р.Шелуханов)
- «Птица» (2021) (реж. Р.Шелуханов)
- «Наперегонки» (2021) (реж. Р.Шелуханов)
- «Драгоценные люди» (2021) (реж. Р.Шелуханов)
- "С этой осенью вдвоём " (2021) (реж. Р.Шелуханов)
- "Женский каприз " (2022) (реж. Р.Романов)

## Награды и премии
- «Достойная песня» 2003
- «Шансон года» за альбом «Синеглазые озёра» (2005) и песни «Кукушка», «Я как осенний лист»
- «Шансон года» 2010, песня «Играет Дассен»
- Премия «Питер FM» 2010
- Премия «Питер FM» 2011
- «Шансон года» 2012, песня «Между небом и землёй»
- «Звёзды „Дорожного радио“» 2012, песня «Рюмка водки на столе», «Когда не нужно лишних слов»
- «Звёзды „Дорожного радио“» 2013
- «Шансон года» 2013, песня «Просто»
- «Шансон года» 2014 — песня «Пить с ней вино»
- «Шансон года» 2015 — песня «Когда не нужно лишних слов»
- «Шансон года» 2017 — песня «Цвет Шафрана»
- «Шансон года» 2018 — песня «Только так»
- «Шансон года» 2019 — песня «Чартер на любовь»
- «Шансон года» 2021 — песня «ПМЖ»
- «Шансон года» 2022 — песня «Драгоценные люди»
- «Шансон года» 2023 — песня «Женский каприз»